# Primatskapelle

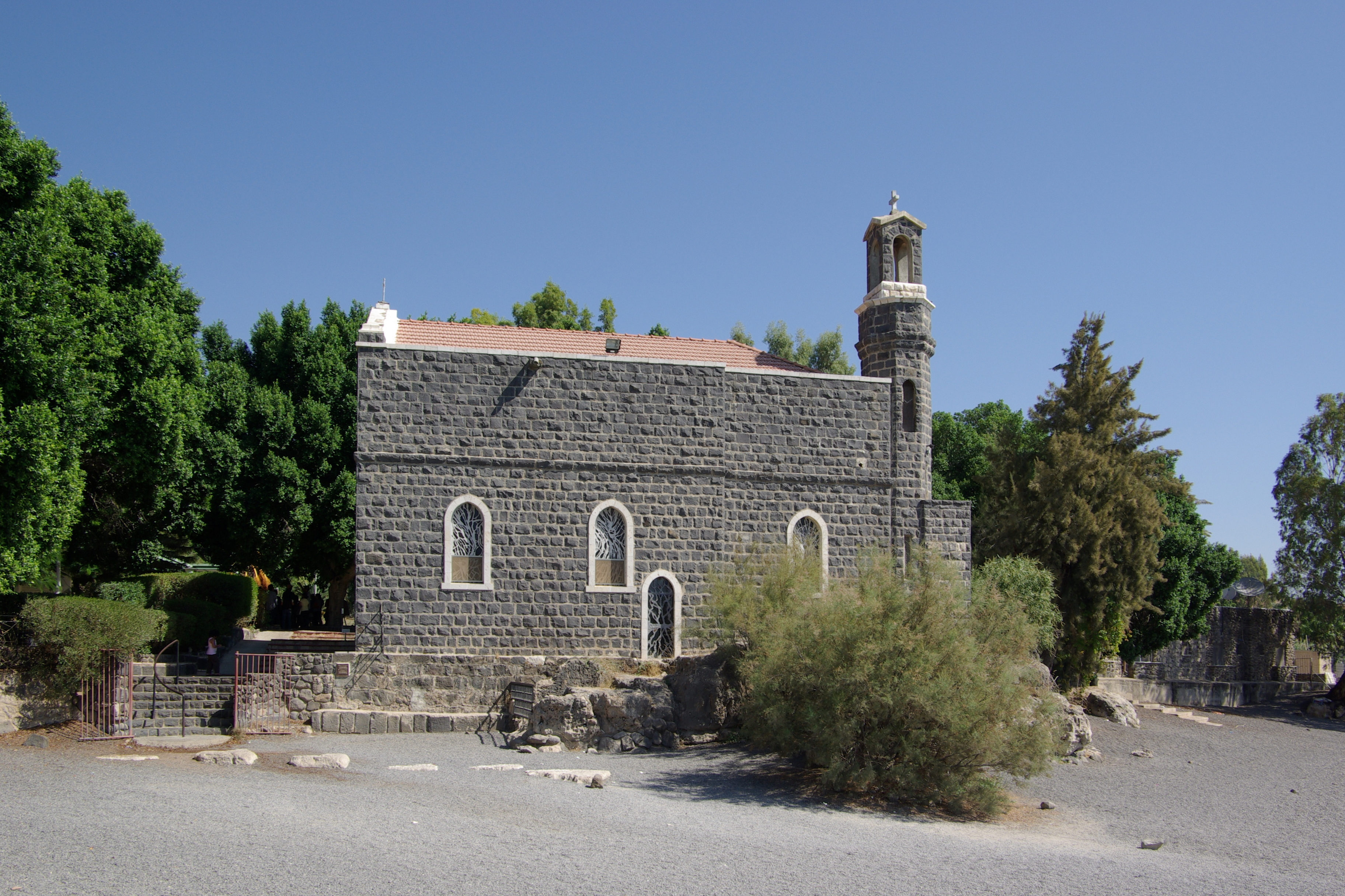
Primatskapelle von Süden

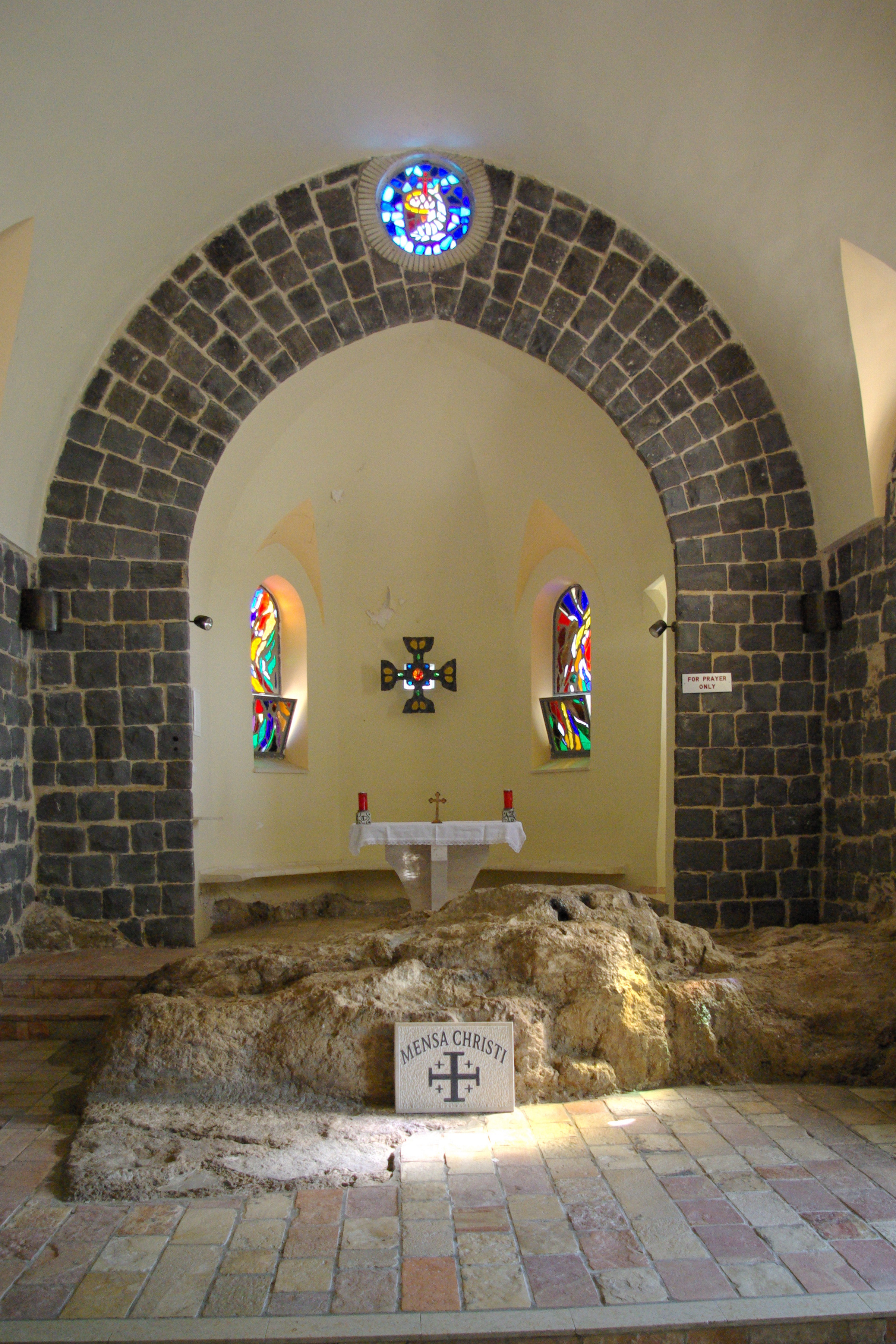
Innenansicht

Die Primatskapelle, auch als mensa Christi („Tisch Christi“) bezeichnet, befindet sich unmittelbar am nördlichen Ufer des Sees Genezareth in Galiläa in Israel. Sie bildet den östlichen Teil des Pilgerortes Tabgha.
Die Kapelle markiert den von der Tradition angenommenen Ort, an dem Jesus am See nach seiner Auferstehung erschienen sein und mit seinen Jüngern das Mahl gehalten haben soll, bei dem Petrus beauftragt wurde (Joh 21 ); das dabei gesprochene dreifache „Weide meine Lämmer!“ bzw. „Weide meine Schafe!“ bedeutet nach katholischem Verständnis neben dem „Schlüsselwort“ (Mt 16,18–19 ), dem „Menschenfischerwort“ (Lk 5,10 ) und dem „Stärkungswort“ (Lk 22,31–32 ) die Bevollmächtigung des Petrus und seiner Nachfolger mit dem Primat.
Vermutlich ist die derzeitige Kapelle bereits der sechste Kirchenbau an diesem Ort. Schon die Pilgerin Egeria erwähnt im späten 4. Jahrhundert hier eine Kirche, von der auf der Seeseite zwölf in den Felsen gehauene Stufen zum See führten – Reste davon dürften mit den heutigen Stufen identisch sein. Eine weitere Kirche wurde im 5. Jahrhundert errichtet, aber vermutlich beim Persersturm 614 zerstört. Deren Mauerreste bilden aber für alle weiteren Kirchen das Fundament. Der vierte Bau wurde Ende 7./ Anfang 8. Jahrhundert erbaut. Der fünfte Kirchenbau wird vom russischen Abt Daniel erwähnt (1106), der aber bald darauf ein norwegischer (Stab-)Kirchenbau zur Zeit der Kreuzfahrer folgt. Diese hatte aber nur kurzen Bestand, da sie im Jahr 1263 vom Mameluckensultan Baibar zerstört wurde. Das heutige Gebäude wurde 1933 erbaut und 1982 renoviert. Im Gegensatz zur Brotvermehrungskirche besteht die Kapelle aus schwarzem Basalt. Das Kircheninnere wird von einem großen Steinblock dominiert, an dem das Mahl stattgefunden haben soll.
Betreut wird die Kapelle und das Anwesen seit 1889 von italienischen Franziskanern.